# Lohr Industrie

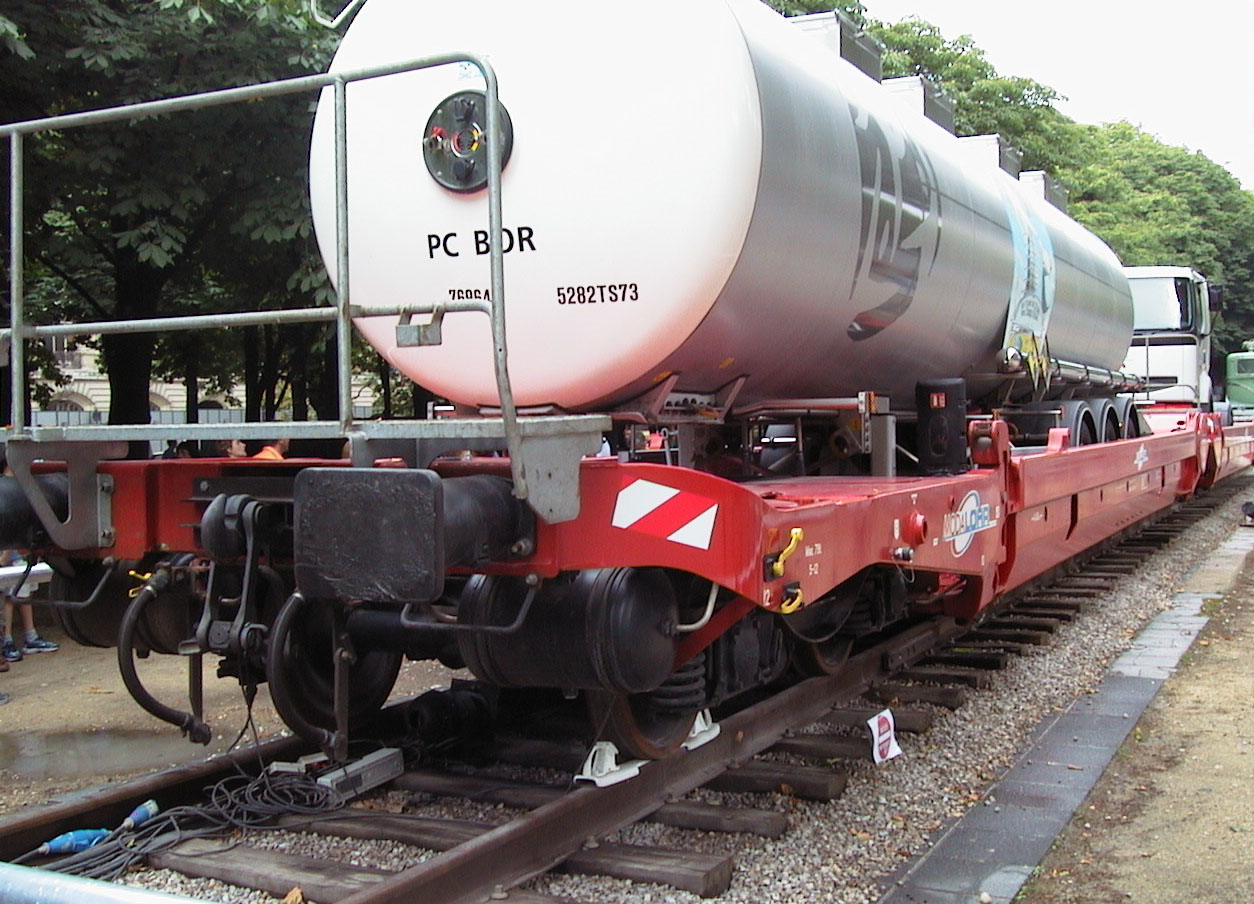
Modalohr

Lohr Industrie is een Franse industriële onderneming.
Directeur Robert Lohr richtte het bedrijf op in 1963. Het hoofdkantoor van Lohr staat in Hangenbieten, en de belangrijkste fabriek bevindt zich in Duppigheim. Bij Lohr werken ongeveer 1500 mensen.
Lohr bouwt de Modalohr, een spoorwagon voor het transport van vrachtwagens. Ook bouwt Lohr opleggers  voor het transport van auto's. Verder is het bedrijf bekend van de Translohr, een bandentram.